# Ring n' Roll
Ring n' Roll est le premier album studio de Catherine Ringer, sorti le 2 mai 2011.
L'album se classe notamment en septième position dès la première semaine de sa sortie.
Il sera distribué (par Warner Music) au Canada, aux États-Unis et en Grande-Bretagne la même année.
L'album sera nommé dans la catégorie « Meilleur album de Chansons » en mars 2012 aux Victoires de la musique.
Finalement, Catherine Ringer remportera le trophée de la « Meilleure Artiste Féminine » de l'année 2012. 
Ring'N Roll sera défendu en live de mars 2011 à août 2012 (dont quelques prestations à Bruxelles, Londres, au Canada et aux États-Unis). Le dimanche 12 août 2012 sonne la fin du « Ring'n Roll Tour » dont la prestation fut donnée à la Place des Palais, à Bruxelles, devant un public de plus de 10 000 personnes.

## Titres
| No  | Titre            | Durée |
| --- | ---------------- | ----- |
| 1.  | Vive l'amour     | 3.37  |
| 2.  | Punk 103         | 4.05  |
| 3.  | Z bar            | 3.55  |
| 4.  | Yalala           | 3.44  |
| 5.  | Prends-moi       | 3.55  |
| 6.  | Got it sweet     | 4.04  |
| 7.  | How do you tu    | 3.19  |
| 8.  | Quel est ton nom | 2.27  |
| 9.  | Pardon           | 3.48  |
| 10. | Si un jour       | 4.00  |
| 11. | Mahler           | 5.32  |
| 12. | Rendez-vous      | 2.59  |

## Singles
- Quel est ton nom (Édition limitée pour la « Journée des disquaires indépendants » (16 avril 2011)
- Pardon (mars 2011)
- Vive l'Amour (juin 2011)
- Prends-moi (novembre 2011)
- Punk 103 (22 juin 2012)

## Musiciens
- Catherine Ringer
- John Frusciante guitare sur Prends-moi